# ウインハート有松
ウインハート有松 （ウインハートありまつ） は、愛知県名古屋市緑区鳴海町字有松裏にある市街地再開発事業で作られたビルである。

## 概要
ウインハート有松は「有松駅前第1種市街地再開発事業」として名鉄名古屋本線 有松駅北口で行われた市街地再開発で建設されたビルで、合わせてバスターミナルを含む駅前広場整備も行われている。
法定再開発は行政負担で行う名古屋市の方針もあり、総事業費約292億円は全額名古屋市が負担して建設された。

## 保留床の処分問題
当初はマイカルが子会社の「マイカル総合開発」名義で、商業棟の大半（専有部分29,599m2共有部分2,519m2）を取得し、敷地も共有持分の取得を行う契約が交わされて着工した。
しかし、2001年（平成13年）10月のマイカルの破綻を受けて2002年（平成14年）1月21日にマイカル総合開発が会社更生法第103条1項に基づき、事業参画契約を解除を申し入れたことから、この計画は破綻し、2002年（平成14年）3月末に再開発ビル建築工事中断することになった。
その後破綻前に土地代約37億6607万円を支払い済みだったことから単純な契約解除とはならず、2002年（平成14年）12月に更生会社マイカル総合開発が「商業保留床の一部を取得」する旨の合意確認書を同社管財人岡田元也（イオン社長）と一旦締結したが、同月のうちに再建を支援するイオンが「商業施設を賃貸の上出店・営業」する旨の合意確認書に切り替わり、建設再開に漕ぎ着けた。しかし、こうした契約の変更により当初計画した商業棟の保留床売却は頓挫することになった。
その結果、名古屋市が商業棟の保留床を取得してイオンとの「契約は20年」だが「賃貸で50年で回収する」という計画に変更になり、2008年（平成20年）年度末時点で保留床50,821m2のうち未売却が約70%の35,813m2（うちかつてのマイカル契約分32,118m2）を占める状況となっている。
この点について平成20年度の市の監査は「保留床売却損を最小限に抑え、また事務費などの経費が増加するのを防ぐために、早期に保留床を売却処分するよう」求めており、その取り扱いを問題視している。
また、商業棟のみでなく住宅棟の1階部分は、未処分であるだけでなく、賃貸での入居者もいない状態でオープンして開業後にも事業者を募集している。

## 再開発の効果と経営の苦戦
「有松駅の年間乗降客200万人が、急行も停車するようになり年間1,300万人」と平成20年の文京区議会建設委員会視察には回答している他、2010年（平成22年）7月30日の名古屋市議会で再開発の効果についての質問に対し、名古屋市の住宅都市局長は「名鉄有松駅の乗降客数が平成17年4月から11月は前年比約9%増と名鉄本線の他の主要駅の平均約%増よりも高い」として再開発の効果があったとしている。
しかし、同じ回答の中でイオン有松ショッピングセンター（現・イオンタウン有松）で、オープンから1年近くで、一部の飲食店の入れかわりなどが生じていることを認めているほか、住宅棟の1階が未定であることも認めており、経営的に苦戦していることが明らかになっている。（結局この住宅棟の1階は未入居のままオープンした。）
また、こうした経営問題に関しては「市は積極的な関与は行わず、管理組合に主体性を持って運営を任せる仕組みとなっている」として管理組合やイオン側に委ねており、実務としてはイオンが空き店舗を含む商業施設部分全てを管理している。

## 地元商店街の消滅
昭和50年代で商店街が事実上消滅した為、地権者として再開発ビルの一部を保有しているケース10件あるものの出店はしておらず、地元商店街の店舗は存在していない。その為結果的にイオンのみが商業機能を果たしている。

## 有松駅前広場
名鉄名古屋本線 有松駅に「有松駅前第1種市街地再開発事業」の一環で建設されたバスターミナルなどのある広さ3,949m2の駅前広場である。
歩行者の安全を確保する為、ウィンハート有松と有松駅を結ぶペデストリアンデッキや地下通路もあわせて整備された。
2006年（平成18年）3月8日の名古屋市議会で2005年（平成17年）に名鉄バスが赤字を理由に撤退した為、名古屋市営バスのみの乗り入れとなっていることが問題視されたが、名古屋市の住宅都市局長は名古屋市営バスの路線拡充を図ることで対応するとしている。
現在は名古屋市営バスが「名鉄有松」バス停として乗り入れている。

## その他の公共施設
「有松駅前第1種市街地再開発事業」の一環として下記の道路や公園が整備された。
- 公園：400m2
- 都市計画道路：有松線（幅員18m-20m）、大将ケ根線（幅員16m-18m）、東丘線（幅員16m）
- 駐輪場：600m2、154台

## 沿革
- 1967年（昭和42年） - 都市計画道路有松線・駅前交通広場 都市計画決定
- 1982年（昭和57年）から1991年（平成3年） - まちづくりアンケート調査や住民説明会の実施
- 1991年（平成3年） - 6月 EAST-HILL再開発協議会発足
- 1992年（平成4年） - 9月 再開発協議会でキーテナント誘致を確認
- 1994年（平成6年） - 3月23日 都市計画決定
- 1997年（平成9年） - 1月17日 事業計画決定
- 1997年（平成9年） - 3月 名古屋市有松駅前再開発審査会の設立・第1回開催、住宅都市整備公団と事業参画協定締結
- 2001年（平成13年）
  - 10月 - マイカル総合開発の民事再生手続決定
  - 11月 - マイカル総合開発が民事再生手続きを停止し会社更生手続きの申し立て
- 2002年（平成14年）
  - 1月21日 - マイカル総合開発が会社更生法第103条1項に基づき、事業参画契約を解除
  - 2月末 - ペデストリアンデッキ・橋上駅建設工事完了
  - 3月末 - 再開発ビル工事中断
  - 12月 - 更生会社マイカル総合開発が商業保留床の一部を取得し名古屋市と協力して事業を推進していく旨の合意確認書を同社管財人岡田元也（イオン社長）と締結
  - 12月 マイカル総合開発の再建を支援するイオンが再開発ビル商業施設を賃貸の上出店・営業し、名古屋市と協力して事業を推進していく旨の合意確認書を同社管財人と締結
- 2003年（平成15年）9月 - 再開発ビル工事再開
- 2004年（平成16年）
  - 3月 - 住宅都市整備公団との事業参画契約の変更（賃貸住宅部分のみの事業参画とする変更）
  - 3月 - 名古屋市住宅供給公社と保留床（分譲住宅部分）の売買に関する基本協定締結
  - 7月 - 保留床（事務所用）分譲募集（8月まで）
- 2005年（平成17年）
  - 1月 - 賃貸オフィステナント募集
  - 2月 - 有松駅前再開発ビル商業棟S202共有者設立総会
  - 2月24日 - 権利変換計画の変更
  - 2月末 - 商業棟建築工事完了
  - 3月 - イオンショッピングセンターオープン
  - 8月 - ウインハート有松A（商業棟）管理組合第１回通常総会
  - 9月 - 大垣共立銀行有松支店オープン
  - 10月 - デイサービス運営事業者募集
- 2006年（平成18年）
  - 3月 - 駅前交通広場モニュメント「藍流"あいる"」完成、分譲住宅（シティーコーポ有松駅前）購入者募集
  - 9月 - ウインハート有松A棟（商業棟）管理組合廃止し、ウインハート有松管理組合設立
  - 10月 - 住宅棟建築工事完了し、賃貸住宅（アーバニア有松駅前）入居者募集
  - 11月 - 東丘コミュニティーセンターオープン
- 2007年（平成19年）1月 - 有松デイサービスセンターオープン
- 2010年（平成22年）
  - 2月19日 - 名古屋都市計画事業有松土地区画整理事業施行条例及び名古屋都市計画事業有松駅前第1種市街地再開発事業施行条例の一部改正案 提出
  - 3月24日 - 名古屋都市計画事業有松土地区画整理事業施行条例及び名古屋都市計画事業有松駅前第1種市街地再開発事業施行条例の一部改正案 可決